# Peasmarsh
Peasmarsh is een civil parish in het bestuurlijke gebied Rother, in het Engelse graafschap East Sussex met 1191 inwoners.
In 1799 kwam hier Maria Ann Smith ter wereld, naar wie appelras Granny smith is genoemd. Tegenwoordig woont voormalig Beatle-lid Paul McCartney in het dorp.